# San Nicola Arcella
San  Nicola Arcella község (comune) Olaszország Calabria régiójában, Cosenza megyében.

## Fekvése
A megye nyugati részén fekszik, a Tirrén-tenger partján. Határai: Aieta, Praia a Mare, Santa Domenica Talao és Scalea.

## Története
A települést a normannok alapították a 11. században, a vidék szaracén kalózok elleni védelme céljából. Ennek bizonyítéka a két tengerparti őrtorony.

## Népessége
A népesség számának alakulása:

## Főbb látnivalói
- tengerparti őrtornyok (Torre di San Nicola, Torre Saracena)
- Palazzo del Principe
- San Nicola da Tolentino-templom